# Айимжан
Айимжа́н (каз. Айымжан) — село у складі Жамбильського району Північноказахстанської області Казахстану. Входить до складу Мирного сільського округу, раніше входило до складу ліквідованої Петровської сільської ради.
Населення — 223 особи (2021; 419 у 2009, 570 у 1999, 627 у 1989).
Національний склад станом на 1989 рік:
- казахи — 100 %.

Колишня назва — Аймжан.